# The Outlaws (popgroep)

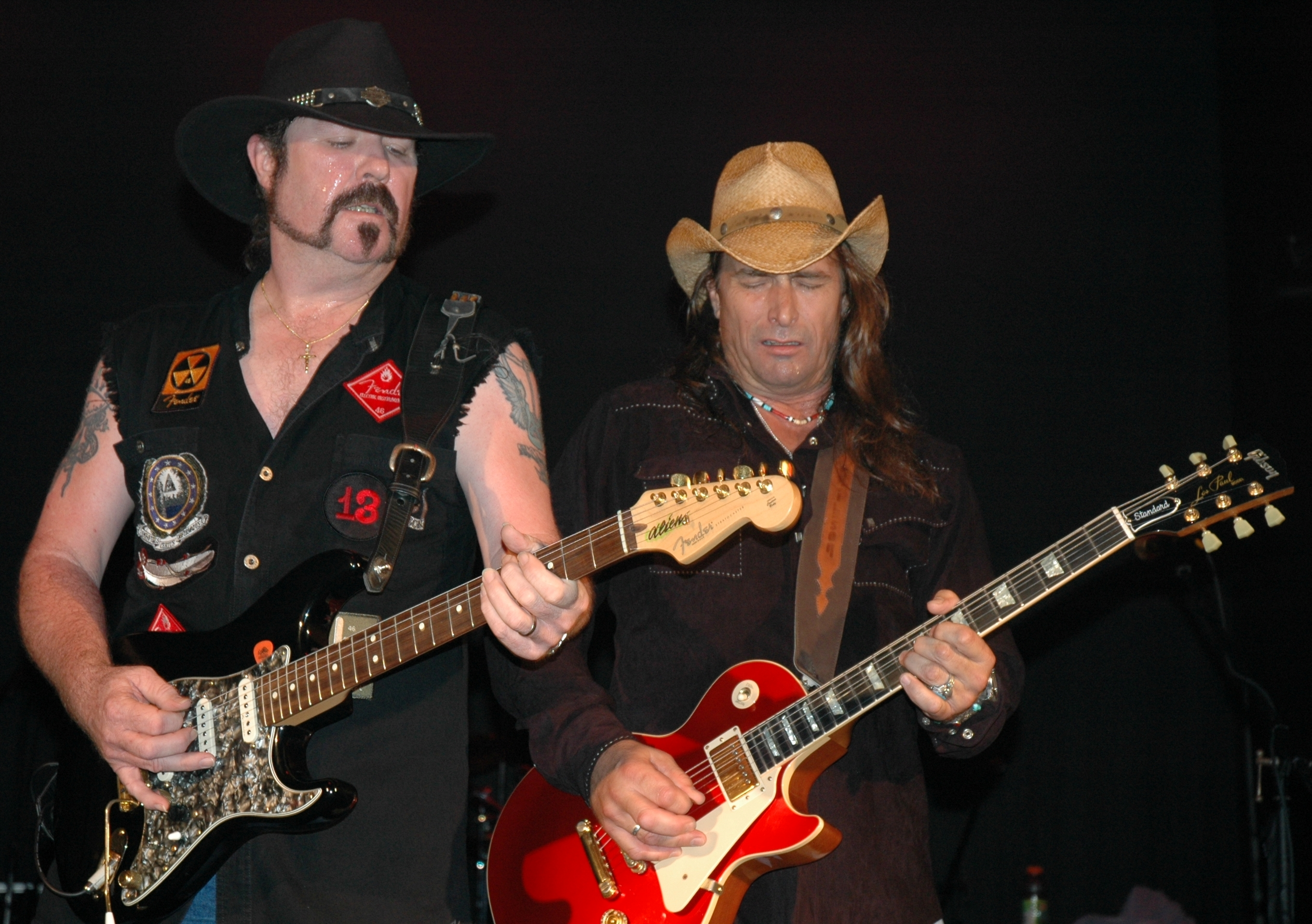
Hughie Thomasson en Chris Anderson tijdens een optreden van The Outlaws in 2006

The Outlaws, ook bekend als The Tampa Guitar Army, is een southern rock band opgericht in 1972 door zanger/gitarist Hughie Thomasson.
Oorspronkelijk omvatte de line-up ook nog zanger/gitarist Henry Paul, bassist Frank O'Keefe en drummer Monte Yoho. Al snel werden ook gitarist Billy Jones en drummer David Dix ingelijfd. 
Hun eerste album, dat simpelweg "The Outlaws" heette, bevatte ook meteen hun grootste klassieker "Green Grass and High Tides", een nummer dat in live-versies vaak meer dan 20 minuten duurt. Na een zachte gitaarintro vallen de twee drummers keihard in. Dit wordt verschillende keren herhaald. De bekende riff van het nummer start vervolgens en wordt een paar keer gespeeld, alvorens de eerste strofe volgt, gezongen door Hughie Thomasson, dan volgt het refrein. Een gitaarstuk volgt dat tot 6 minuten kan duren. Dit stuk is niet gebaseerd op de eerder gehoorde riff, het is veel langzamer. De tweede en laatste strofe volgt, en dan volgt het sluitstuk, een razendsnelle gitaarsolo (doorgaans met 3 gitaren tegelijk gespeeld) van 10 minuten waarin er duchtig op los gejamd wordt. In sommige versies komt ook een korte drumsolo voor.
Door de jaren heen is de line-up ontelbare keren veranderd, tot op een gegeven moment Thomasson het enige overgebleven originele lid was (mede door de dood van Frank O'Keefe en Billy Jones, die beiden in 1995 overleden) en kort daarna dan ook stopte. Jaren later herenigde hij zich met zijn vroegere drummers en ging hij opnieuw toeren. In 2007 speelden ze nog op het Nederlandse Arrow Rock Festival in Biddinghuizen, aangevuld met Chris Anderson (gitaar) en Randy Threet (bas). In 2007 overleed ook Hughie Thomasson waardoor er van de oorspronkelijke line-up bijna niemand meer over was.
Wel ging Henry Paul (ook een oorspronkelijke Outlaw, later overgestapt naar Blackhawk) in 2009 en 2010 met de laatste samenstelling weer toeren in de Verenigde Staten, onder andere met Lynyrd Skynyrd. The Outlaws gaven op 5 juni 2009 hun enige optreden in Nederland van hun tour, in De Bosuil, in Weert.
Freddie Salem (70) overleed in september 2024.

## Discografie

### Albums
- Outlaws (1975)
- Lady in Waiting (1976)
- Hurry Sundown (1977)
- Playin' to Win (1978)
- In the Eye of the Storm (1979)
- Ghost Riders (1980)
- Los Hombres Malo (1982)
- Soldiers of Fortune (1986)
- Diablo Canyon (1994)
- So Low (2000)
- It's About Pride (2012)

### NPO Radio 2 Top 2000
| Nummer met noteringen in de NPO Radio 2 Top 2000 | '00  | '01  |
| ------------------------------------------------ | ---- | ---- |
| There Goes Another Love Song                     | 1638 | 1376 |

1. ↑  Een vetgedrukt getal geeft de hoogste notering aan.
2. ↑  2000 was het eerste jaar met een notering voor dit nummer.
3. ↑  Deze tabel is bijgewerkt tot en met de laatste editie (2024).